# Europa (jolle)
 For alternative betydninger, se Europa (flertydig). (Se også artikler, som begynder med Europa)
Europajollen (også kendt som E-jolle, Europa eller Europe) er en jolletype, der er ideel for sejlere, der er vokset ud af optimistjollen.
Skroget er bygget af glasfiber og vejer min. 45 kg, og 60 kg fuldt rigget. Jollen er spids i stævnen, rund i bunden, 3,35 m lang og 1,38 m bred. Sejlet er 7,1 m² og bygget af PET. LYS: 1,16.
Masten er bygget i kulfiber og specialdesignet til den enkelte sejler. En blød mast er bedst til de lette sejlere, mens tungere sejlere skal have en stivere mast. Ældre master er typisk bygget af aluminium, men der må ikke sejles kapsejlads med disse ifølge klassereglerne.
Europaen blev designet i 1960 af Alois Roland i Belgien, som en jolle af moth-typen.
Europajollen blev for alvor kendt, da den i 1992 blev en olympisk klasse for kvinder som et alternativ til herrernes finnjolle. I 2008 blev den dog udskiftet med Laser Radial. Den er meget udbredt i det meste af Europa, og især i Skandinavien findes store kapsejladsfelter.

## Muligheder
Europaen er meget levende og vægtfordelingen i jollen betyder dermed en hel del. Trimmulighederne er mange, og det gør den til en god overgangsjolle mellem optimisten og større joller som finnjollen og OK-jollen, hvis man vokser ud af Europaen.
Af trimmuligheder findes i europaen:
- Fald
- Bomudhal
- Indhal
- Cunningham
- Bomnedhal
- Sværd
- Løjgang

Desuden kan mastehældningen ændres. Dette må dog ikke foregå under en kapsejlads.
Europaen minder i udformning en del om finnjollen, der dog er mere end dobbelt så tung, og over en meter længere. Udseendet kan også minde om hinanden, trods Europaens store bredde sammenlignet med længden. Der findes omtrent de samme trimmuligheder, og i 7-9 m/s kan de sejle nogenlunde lige stærkt, da Europaen planer lettere.

## Resultater
Ved de Olympiske Lege er der opnået følgende resultater med Europa.
| Placering | Land                 | Guld | Sølv | Bronze | Total |
| --------- | -------------------- | ---- | ---- | ------ | ----- |
| 1         | Norge (NOR)          | 2    | 0    | 0      | 2     |
| 2         | Danmark (DEN)        | 1    | 0    | 1      | 2     |
| 3         | Storbritannien (GBR) | 1    | 0    | 0      | 1     |
| 4         | Holland (NED)        | 0    | 2    | 0      | 2     |
| 5         | Tjekkiet (CZE)       | 0    | 1    | 0      | 1     |
| 5         | Spanien (ESP)        | 0    | 1    | 0      | 1     |
| 7         | USA (USA)            | 0    | 0    | 2      | 2     |
| 8         | Argentina (ARG)      | 0    | 0    | 1      | 1     |

Ved verdensmesterskaberne er der opnået følgende resultater.
| Placering | Land     | Guld | Sølv | Bronze | Total |
| --------- | -------- | ---- | ---- | ------ | ----- |
| 1         | Frankrig | 7    | 5    | 6      | 18    |
| 2         | Belgien  | 3    | 3    | 4      | 10    |
| 3         | Tyskland | 1    | 1    | 0      | 2     |
| 4         | USA      | 1    | 0    | 0      | 1     |
| 5         | Danmark  | 12   | 3    | 1      | 16    |
| 6         | Sverige  | 0    | 1    | 1      | 2     |
|           |          | 12   | 12   | 12     | 36    |